# Füzesséry Sándor
Tövisi és füzesséri Füzesséry Sándor (Füzesér, 1825 – Budapest, 1880. február 9.) katolikus pap, apát, egyházi író, országgyűlési képviselő.

## Élete
1849-ben szentelték pappá, előbb Bólyon, 1874-től pedig Sátoraljaújhelyen volt plébános. Később apát és a királyhelmeci kerület országgyűlési képviselője lett. Halálát agykérlob okozta, már holtan vitték be a Szent Rókus kórházba 1880. február 9-én. Holttestét Füzessérbe szállították.

## Munkái
- Egyházi beszéd, melyet Szent István király napján a sátoralja-ujhelyi templomban ez ünnepen tartott első búcsú alkalmával mondott. Sárospatak, 1861.
- Egyházi beszéd, melyet sátoralja-ujhelyi plébánossá lett beiktatása alkalmakor híveihez intézett. Sárospatak, 1874.
- Emlékbeszéd herczeg Bretzenheim Ferdinand özvegye, szül. Schwarzenberg Carolina herczegnő gyásztiszteletének alkalmával. Sárospatak, 1875.